# 2012–2013-as női EHF-kupagyőztesek Európa-kupája
A 2012–2013-as női EHF-kupagyőztesek Európa-kupája az európai női kézilabda-klubcsapatok második legrangosabb kupasorozatának 37. kiírása volt. Ide azok a csapatok jutottak be, amelyek hazájuk bajnokságában a negyedik helyen végeztek.

## Lebonyolítás
A sorozat hat körből állt, a döntővel együtt. Az első körtől kezdődően a döntőig oda-visszavágós alapon zajlottak a küzdelmek.

## Első kör

### Eredmények
| 1. csapat                       | Össz.      | 2. csapat                   | 1. mérk. | 2. mérk. |
| ------------------------------- | ---------- | --------------------------- | -------- | -------- |
| Muratpasa Belediyesi SK Antalya | 55–55(ig.) | Lokomotiva Zagreb           | 34–28    | 21–27    |
| SPR Lublin                      | 71–45      | ADA Colegio Joao de Barros  | 45–23    | 26–22    |
| LC Brühl Handball               | 60–63      | HC Gomel                    | 32–30    | 28–33    |
| O.F.N. Ionias                   | 42–49      | H.V. Quintus                | 24–25    | 18–24    |
| SPE Strovolos                   | 39–75      | SERCODAK Dalfsen            | 20–44    | 19–31    |
| IUVENTA Michalovce              | 53–46      | Britterm Veseli nad Moravou | 30–22    | 23–24    |
| HC Žito Prilep                  | 53–45      | H43/Lundagard               | 31–25    | 22–20    |
| Izmir BSB SK                    | 69–57      | Yellow Winterthur           | 41–30    | 28–27    |

| 2012. október 14. 15:00 | Muratpasa SK Antalya | 34 – 28     | Lokomotiva Zagreb | Antalya Nézőszám: 1000 Játékvezetők: Covalciuc, Covalciuc (moldvaiak) |
| 2012. október 14. 15:00 | Iskenderoglu 9       | (15 – 14)   | Koznjak, Poljak 6 | Antalya Nézőszám: 1000 Játékvezetők: Covalciuc, Covalciuc (moldvaiak) |
| 2012. október 14. 15:00 | 2× 2×                | Jegyzőkönyv | 4× 3×             | Antalya Nézőszám: 1000 Játékvezetők: Covalciuc, Covalciuc (moldvaiak) |

| 2012. október 21. 17:00 | Lokomotiva Zagreb | 27 – 21     | Muratpasa SK Antalya | Zágráb Nézőszám: 500 Játékvezetők: Rakytina, Tkachuk (ukránok) |
| 2012. október 21. 17:00 | Koznjak 5         | (14 – 12)   | Iskenderoglu 7       | Zágráb Nézőszám: 500 Játékvezetők: Rakytina, Tkachuk (ukránok) |
| 2012. október 21. 17:00 | 2× 3×             | Jegyzőkönyv | 2× 2×                | Zágráb Nézőszám: 500 Játékvezetők: Rakytina, Tkachuk (ukránok) |

| 2012. október 13. 17:00 | SPR Lublin | 45 – 23     | Colegio Joao de Barros        | Lublin Nézőszám: 1500 Játékvezetők: Nabokau, Kulik (fehéroroszok) |
| 2012. október 13. 17:00 | Malek 9    | (23 – 8)    | Gomes Pinheiro, Neves Lopes 5 | Lublin Nézőszám: 1500 Játékvezetők: Nabokau, Kulik (fehéroroszok) |
| 2012. október 13. 17:00 | 3× 3×      | Jegyzőkönyv | 2× 3×                         | Lublin Nézőszám: 1500 Játékvezetők: Nabokau, Kulik (fehéroroszok) |

| 2012. október 14. 17:00 | Colegio Joao de Barros                                   | 22 – 26     | SPR Lublin   | Lublin Nézőszám: 1200 Játékvezetők: Nabokau, Kulik (fehéroroszok) |
| 2012. október 14. 17:00 | Fernandes Lureiro Corro, Gomes Pinheiro, Silva Pereira 5 | (8 – 16)    | Repelewska 7 | Lublin Nézőszám: 1200 Játékvezetők: Nabokau, Kulik (fehéroroszok) |
| 2012. október 14. 17:00 | 4× 3×                                                    | Jegyzőkönyv | 4× 2×        | Lublin Nézőszám: 1200 Játékvezetők: Nabokau, Kulik (fehéroroszok) |

| 2012. október 20. 17:00 | LC Brühl Handball | 32 – 30     | HC Gomel | Sankt Gallen Nézőszám: 400 Játékvezetők: Gutowska, Gutowska (lengyelek) |
| 2012. október 20. 17:00 | Mustafoska 12     | (16 – 15)   | Redka 14 | Sankt Gallen Nézőszám: 400 Játékvezetők: Gutowska, Gutowska (lengyelek) |
| 2012. október 20. 17:00 | 2× 2×             | Jegyzőkönyv | 4× 3×    | Sankt Gallen Nézőszám: 400 Játékvezetők: Gutowska, Gutowska (lengyelek) |

| 2012. október 21. 17:00 | HC Gomel     | 33 – 28     | LC Brühl Handball   | Sankt Gallen Nézőszám: 400 Játékvezetők: Gutowska, Gutowska (lengyelek) |
| 2012. október 21. 17:00 | Dubautsova 9 | (19 – 13)   | Mustafoska, Ussia 7 | Sankt Gallen Nézőszám: 400 Játékvezetők: Gutowska, Gutowska (lengyelek) |
| 2012. október 21. 17:00 | 8× 2×        | Jegyzőkönyv | 3× 3×               | Sankt Gallen Nézőszám: 400 Játékvezetők: Gutowska, Gutowska (lengyelek) |

| 2012. október 20. 18:00 | O.F.N. Ionias | 24 – 25     | H.V. Quintus | Athén Nézőszám: 250 Játékvezetők: Markovska, Vutov (bolgárok) |
| 2012. október 20. 18:00 | Shlyakhova 7  | (17 – 8)    | Hage 9       | Athén Nézőszám: 250 Játékvezetők: Markovska, Vutov (bolgárok) |
| 2012. október 20. 18:00 | 2× 3×         | Jegyzőkönyv | 4× 3×        | Athén Nézőszám: 250 Játékvezetők: Markovska, Vutov (bolgárok) |

| 2012. október 21. 18:00 | H.V. Quintus | 24 – 18     | O.F.N. Ionias | Athén Nézőszám: 250 Játékvezetők: Markovska, Vutov (bolgárok) |
| 2012. október 21. 18:00 | Zwinkles 6   | (11 – 10)   | Tsakalou 6    | Athén Nézőszám: 250 Játékvezetők: Markovska, Vutov (bolgárok) |
| 2012. október 21. 18:00 | 2× 3×        | Jegyzőkönyv | 4× 3×         | Athén Nézőszám: 250 Játékvezetők: Markovska, Vutov (bolgárok) |

| 2012. október 13. 18:00 | SPE Strovolos | 20 – 44     | SERCODAK Dalfsen | Nicosia Nézőszám: 60 Játékvezetők: Mandak, Rudinsky (szlovákok) |
| 2012. október 13. 18:00 | Kalasnikova 8 | (9 – 19)    | Ros 10           | Nicosia Nézőszám: 60 Játékvezetők: Mandak, Rudinsky (szlovákok) |
| 2012. október 13. 18:00 | 2× 3×         | Jegyzőkönyv | 1× 3×            | Nicosia Nézőszám: 60 Játékvezetők: Mandak, Rudinsky (szlovákok) |

| 2012. október 20. 20:00 | SERCODAK Dalfsen | 31 – 19     | SPE Strovolos  | Dalfsen Nézőszám: 300 Játékvezetők: Pech, Vagvölgyi (magyarok) |
| 2012. október 20. 20:00 | Knippenborg 5    | (13 – 12)   | Dimitrijević 5 | Dalfsen Nézőszám: 300 Játékvezetők: Pech, Vagvölgyi (magyarok) |
| 2012. október 20. 20:00 | 2×               | Jegyzőkönyv | 4× 3×          | Dalfsen Nézőszám: 300 Játékvezetők: Pech, Vagvölgyi (magyarok) |

| 2012. október 13. 17:30 | IUVENTA Michalovce | 30 – 22     | Britterm Veseli nad Moravou | Nagymihály Nézőszám: 1200 Játékvezetők: Mazeika, Gatelis (litvánok) |
| 2012. október 13. 17:30 | Tobiasova 10       | (14 – 10)   | Tormeckova 5                | Nagymihály Nézőszám: 1200 Játékvezetők: Mazeika, Gatelis (litvánok) |
| 2012. október 13. 17:30 | 5× 3×              | Jegyzőkönyv | 5× 3×                       | Nagymihály Nézőszám: 1200 Játékvezetők: Mazeika, Gatelis (litvánok) |

| 2012. október 20. 17:00 | Britterm Veseli nad Moravou | 24 – 23     | IUVENTA Michalovce | Veseli nad Moravou Nézőszám: 300 Játékvezetők: Ilieva, Karbeska (macedónok) |
| 2012. október 20. 17:00 | Salcakova 10                | (14 – 12)   | Tobiasova 7        | Veseli nad Moravou Nézőszám: 300 Játékvezetők: Ilieva, Karbeska (macedónok) |
| 2012. október 20. 17:00 | 3× 3×                       | Jegyzőkönyv | 2× 3×              | Veseli nad Moravou Nézőszám: 300 Játékvezetők: Ilieva, Karbeska (macedónok) |

| 2012. október 20. 18:00 | HC Žito Prilep      | 31 – 25     | H43/Lundagard | Prilep Nézőszám: 600 Játékvezetők: Kouz, Zhoba (ukránok) |
| 2012. október 20. 18:00 | Mrkić, Shalevska 11 | (13 – 11)   | Tellenmark 7  | Prilep Nézőszám: 600 Játékvezetők: Kouz, Zhoba (ukránok) |
| 2012. október 20. 18:00 | 6× 2×               | Jegyzőkönyv | 4× 3×         | Prilep Nézőszám: 600 Játékvezetők: Kouz, Zhoba (ukránok) |

| 2012. október 21. 18:00 | H43/Lundagard | 20 – 22     | HC Žito Prilep | Prilep Nézőszám: 800 Játékvezetők: Kouz, Zhoba (ukránok) |
| 2012. október 21. 18:00 | Berndtsson 9  | (7 – 13)    | Mrkić 7        | Prilep Nézőszám: 800 Játékvezetők: Kouz, Zhoba (ukránok) |
| 2012. október 21. 18:00 | 3× 3×         | Jegyzőkönyv | 4× 3×          | Prilep Nézőszám: 800 Játékvezetők: Kouz, Zhoba (ukránok) |

| 2012. október 13. 17:00 | Izmir BSB SK | 41 – 30     | Yellow Winterthur | İzmir Nézőszám: 500 Játékvezetők: Siewert Delle, Engberg (svédek) |
| 2012. október 13. 17:00 | Iskit 13     | (22 – 11)   | Kellerhals 7      | İzmir Nézőszám: 500 Játékvezetők: Siewert Delle, Engberg (svédek) |
| 2012. október 13. 17:00 | 7× 2× 1×     | Jegyzőkönyv | 5× 3×             | İzmir Nézőszám: 500 Játékvezetők: Siewert Delle, Engberg (svédek) |

| 2012. október 14. 17:00 | Yellow Winterthur | 27 – 28     | Izmir BSB SK | İzmir Nézőszám: 620 Játékvezetők: Siewert Delle, Engberg (svédek) |
| 2012. október 14. 17:00 | Sari 5            | (14 – 15)   | Yörükler 7   | İzmir Nézőszám: 620 Játékvezetők: Siewert Delle, Engberg (svédek) |
| 2012. október 14. 17:00 | 5× 3×             | Jegyzőkönyv | 4× 3×        | İzmir Nézőszám: 620 Játékvezetők: Siewert Delle, Engberg (svédek) |

## Második kör

### Eredmények
| 1. csapat                       | Össz. | 2. csapat               | 1. mérk. | 2. mérk. |
| ------------------------------- | ----- | ----------------------- | -------- | -------- |
| Team Esbjerg                    | 62–48 | H.V. Quintus            | 36–25    | 26–23    |
| HC Lokomotiva Zagreb            | 48–55 | Váci NKSE               | 28–26    | 20–29    |
| WHC Metalurg                    | 54–52 | SPR Lublin              | 28–27    | 26–25    |
| IUVENTA Michalovce              | 52–57 | Rosztov-Don             | 28–31    | 24–26    |
| ZORK Jagodina                   | 37–51 | RK Zaječar              | 23–36    | 14–25    |
| Izmir BSB SK                    | 34–68 | TSV Bayer 04 Leverkusen | 14–33    | 20–35    |
| Balonmano Bera Bera             | 48–42 | HC Danubius Galați      | 26–23    | 22–19    |
| Budapest Bank-Békéscsabai ENKSE | 50–51 | Stabæk Håndball         | 22–27    | 28–24    |
| Vistal Laczpol Gdynia           | 65–49 | HC Gomel                | 40–26    | 25–23    |
| Byåsen IL Trondheim             | 53–39 | SERCODAK Dalfsen        | 29–24    | 24–15    |
| HC Žito Prilep                  | 38–66 | Issy Paris Hand         | 21–35    | 17–31    |
| Toulon Saint Cyr Var Handball   | 49–57 | HC Leipzig              | 31–28    | 18–29    |

| 2012. november 17. 13:00 | Team Esbjerg        | 36 – 25     | H.V. Quintus | Esbjerg Nézőszám: 400 Játékvezetők: Bernet, Wick (svájciak) |
| 2012. november 17. 13:00 | Grigel, Helleberg 7 | (15 – 13)   | Hage 8       | Esbjerg Nézőszám: 400 Játékvezetők: Bernet, Wick (svájciak) |
| 2012. november 17. 13:00 | 2× 3×               | Jegyzőkönyv | 3× 3×        | Esbjerg Nézőszám: 400 Játékvezetők: Bernet, Wick (svájciak) |

| 2012. november 10. 19:00 | H.V. Quintus | 23 – 26     | Team Esbjerg | Kwintsheul Nézőszám: 500 Játékvezetők: Frieser, Frieser (csehek) |
| 2012. november 10. 19:00 | Hage 6       | (11 – 14)   | Grigel 9     | Kwintsheul Nézőszám: 500 Játékvezetők: Frieser, Frieser (csehek) |
| 2012. november 10. 19:00 | 5× 3×        | Jegyzőkönyv | 3× 3×        | Kwintsheul Nézőszám: 500 Játékvezetők: Frieser, Frieser (csehek) |

| 2012. november 11. 17:00 | HC Lokomotiva Zagreb | 28 – 26     | Váci NKSE  | Zágráb Nézőszám: 800 Játékvezetők: Novikov, Perepilitsy (ukránok) |
| 2012. november 11. 17:00 | Koznjak 10           | (14 – 16)   | Klivinyi 8 | Zágráb Nézőszám: 800 Játékvezetők: Novikov, Perepilitsy (ukránok) |
| 2012. november 11. 17:00 | 4× 3×                | Jegyzőkönyv | 4× 3×      | Zágráb Nézőszám: 800 Játékvezetők: Novikov, Perepilitsy (ukránok) |

| 2012. november 17. 18:00 | Váci NKSE | 29 – 20     | HC Lokomotiva Zagreb | Vác Nézőszám: 750 Játékvezetők: Argyridis, Mouttas (ciprusiak) |
| 2012. november 17. 18:00 | Tápai 8   | (12 – 8)    | Krsnik 8             | Vác Nézőszám: 750 Játékvezetők: Argyridis, Mouttas (ciprusiak) |
| 2012. november 17. 18:00 | 4× 3×     | Jegyzőkönyv | 3× 3×                | Vác Nézőszám: 750 Játékvezetők: Argyridis, Mouttas (ciprusiak) |

| 2012. november 10. 15:30 | WHC Metalurg  | 28 – 27     | SPR Lublin | Szkopje Nézőszám: 500 Játékvezetők: Aliyev, Aghakishiyev (azeriek) |
| 2012. november 10. 15:30 | Bajramoska 11 | (14 – 14)   | Wojtas 11  | Szkopje Nézőszám: 500 Játékvezetők: Aliyev, Aghakishiyev (azeriek) |
| 2012. november 10. 15:30 | 4× 3×         | Jegyzőkönyv | 4× 3×      | Szkopje Nézőszám: 500 Játékvezetők: Aliyev, Aghakishiyev (azeriek) |

| 2012. november 11. 16:00 | SPR Lublin | 25 – 26     | WHC Metalurg        | Szkopje Nézőszám: 700 Játékvezetők: Aliyev, Aghakishiyev (azeriek) |
| 2012. november 11. 16:00 | Wojtas 8   | (9 – 11)    | Bajramoska, Basić 5 | Szkopje Nézőszám: 700 Játékvezetők: Aliyev, Aghakishiyev (azeriek) |
| 2012. november 11. 16:00 | 4× 3×      | Jegyzőkönyv | 4× 3×               | Szkopje Nézőszám: 700 Játékvezetők: Aliyev, Aghakishiyev (azeriek) |

| 2012. november 11. 17:30 | IUVENTA Michalovce | 28 – 31     | Rosztov-Don | Nagymihály Nézőszám: 1400 Játékvezetők: Leszczynski, Piechota (lengyelek) |
| 2012. november 11. 17:30 | Trehubova 9        | (15 – 14)   | Simkutye 5  | Nagymihály Nézőszám: 1400 Játékvezetők: Leszczynski, Piechota (lengyelek) |
| 2012. november 11. 17:30 | 3× 2×              | Jegyzőkönyv | 5× 3× 1×    | Nagymihály Nézőszám: 1400 Játékvezetők: Leszczynski, Piechota (lengyelek) |

| 2012. november 18. 18:00 | Rosztov-Don | 26 – 24     | IUVENTA Michalovce  | Rosztov-na-Donu Nézőszám: 2000 Játékvezetők: Pavel, State (románok) |
| 2012. november 18. 18:00 | Yartseva 7  | (13 – 15)   | Rebicova, Snopova 5 | Rosztov-na-Donu Nézőszám: 2000 Játékvezetők: Pavel, State (románok) |
| 2012. november 18. 18:00 | 3× 2×       | Jegyzőkönyv | 2× 3×               | Rosztov-na-Donu Nézőszám: 2000 Játékvezetők: Pavel, State (románok) |

| 2012. november 10. 19:00 | ZORK Jagodina | 23 – 26     | RK Zaječar | Jagodina Nézőszám: 2000 Játékvezetők: Harabagiu, Stănescu (románok) |
| 2012. november 10. 19:00 | Stefanović 6  | (12 – 13)   | Zebić 7    | Jagodina Nézőszám: 2000 Játékvezetők: Harabagiu, Stănescu (románok) |
| 2012. november 10. 19:00 | 4× 2×         | Jegyzőkönyv | 3× 3×      | Jagodina Nézőszám: 2000 Játékvezetők: Harabagiu, Stănescu (románok) |

| 2012. november 17. 19:00 | RK Zaječar                        | 25 – 14     | ZORK Jagodina | Zaječar Nézőszám: 1500 Játékvezetők: Čindrić, Gonžurek (horvátok) |
| 2012. november 17. 19:00 | Mangue Gonzales, Nisavić, Zebić 5 | (11 – 7)    | Stefanović 4  | Zaječar Nézőszám: 1500 Játékvezetők: Čindrić, Gonžurek (horvátok) |
| 2012. november 17. 19:00 | 1× 2×                             | Jegyzőkönyv | 4× 3×         | Zaječar Nézőszám: 1500 Játékvezetők: Čindrić, Gonžurek (horvátok) |

| 2012. november 17. 18:30 | Izmir BSB SK    | 14 – 33     | TSV Bayer 04 Leverkusen | Wuppertal Nézőszám: 250 Játékvezetők: Mäkinen, Jonsson (svédek) |
| 2012. november 17. 18:30 | Atalar, Iskit 4 | (4 – 16)    | Zapf 8                  | Wuppertal Nézőszám: 250 Játékvezetők: Mäkinen, Jonsson (svédek) |
| 2012. november 17. 18:30 | 1× 1×           | Jegyzőkönyv | 1× 2×                   | Wuppertal Nézőszám: 250 Játékvezetők: Mäkinen, Jonsson (svédek) |

| 2012. november 18. 16:00 | TSV Bayer 04 Leverkusen        | 35 – 20     | Izmir BSB SK | Leverkusen Nézőszám: 600 Játékvezetők: Mäkinen, Jonsson (svédek) |
| 2012. november 18. 16:00 | Egozkue Extremado, Steinbach 6 | (14 – 11)   | Iskit 7      | Leverkusen Nézőszám: 600 Játékvezetők: Mäkinen, Jonsson (svédek) |
| 2012. november 18. 16:00 | 3× 2×                          | Jegyzőkönyv | 7× 2×        | Leverkusen Nézőszám: 600 Játékvezetők: Mäkinen, Jonsson (svédek) |

| 2012. november 10. 17:30 | Balonmano Bera Bera | 26 – 23     | HC Danubius Galați | Donostia-San Sebastián Nézőszám: 600 Játékvezetők: Di Domenico, Fornasier (olaszok) |
| 2012. november 10. 17:30 | Pinedo Saenz 9      | (13 – 12)   | Glibko 8           | Donostia-San Sebastián Nézőszám: 600 Játékvezetők: Di Domenico, Fornasier (olaszok) |
| 2012. november 10. 17:30 | 3× 3×               | Jegyzőkönyv | 5× 3×              | Donostia-San Sebastián Nézőszám: 600 Játékvezetők: Di Domenico, Fornasier (olaszok) |

| 2012. november 11. 12:00 | HC Danubius Galați | 19 – 22     | Balonmano Bera Bera | Donostia-San Sebastián Nézőszám: 400 Játékvezetők: Di Domenico, Fornasier (olaszok) |
| 2012. november 11. 12:00 | Glibko 6           | (12 – 13)   | Rubio Ponce 6       | Donostia-San Sebastián Nézőszám: 400 Játékvezetők: Di Domenico, Fornasier (olaszok) |
| 2012. november 11. 12:00 | 6× 3× 1×           | Jegyzőkönyv | 6× 3×               | Donostia-San Sebastián Nézőszám: 400 Játékvezetők: Di Domenico, Fornasier (olaszok) |

| 2012. november 11. 16:00 | Békéscsabai ENKSE | 22 – 27     | Stabæk Håndball | Békéscsaba Nézőszám: 700 Játékvezetők: Ilieva, Karbeska (macedónok) |
| 2012. november 11. 16:00 | Nikolayenko 7     | (13 – 13)   | Naess 9         | Békéscsaba Nézőszám: 700 Játékvezetők: Ilieva, Karbeska (macedónok) |
| 2012. november 11. 16:00 | 1× 3×             | Jegyzőkönyv | 2× 3×           | Békéscsaba Nézőszám: 700 Játékvezetők: Ilieva, Karbeska (macedónok) |

| 2012. november 18. 18:00 | Stabæk Håndball            | 24 – 28     | Békéscsabai ENKSE | Bekkestua Nézőszám: 335 Játékvezetők: Lillepea, Kull (észtek) |
| 2012. november 18. 18:00 | Lunder, Oftedal, Solberg 4 | (14 – 19)   | Nikolayenko 11    | Bekkestua Nézőszám: 335 Játékvezetők: Lillepea, Kull (észtek) |
| 2012. november 18. 18:00 | 2× 3×                      | Jegyzőkönyv | 2× 3× 1×          | Bekkestua Nézőszám: 335 Játékvezetők: Lillepea, Kull (észtek) |

| 2012. november 17. 17:00 | Vistal Laczpol Gdynia | 40 – 26     | HC Gomel  | Gdynia Nézőszám: 800 Játékvezetők: Panayides, Andreou (ciprusiak) |
| 2012. november 17. 17:00 | Kulwinska 8           | (18 – 12)   | Dronova 8 | Gdynia Nézőszám: 800 Játékvezetők: Panayides, Andreou (ciprusiak) |
| 2012. november 17. 17:00 | 2× 3×                 | Jegyzőkönyv | 6× 3× 1×  | Gdynia Nézőszám: 800 Játékvezetők: Panayides, Andreou (ciprusiak) |

| 2012. november 18. 15:00 | HC Gomel | 23 – 25     | Vistal Laczpol Gdynia | Gdynia Nézőszám: 400 Játékvezetők: Panayides, Andreou (ciprusiak) |
| 2012. november 18. 15:00 | Redka 6  | (10 – 14)   | Duran 6               | Gdynia Nézőszám: 400 Játékvezetők: Panayides, Andreou (ciprusiak) |
| 2012. november 18. 15:00 | 4× 3×    | Jegyzőkönyv | 4× 3×                 | Gdynia Nézőszám: 400 Játékvezetők: Panayides, Andreou (ciprusiak) |

| 2012. november 17. 17:30 | Byåsen IL Trondheim | 29 – 24     | SERCODAK Dalfsen                               | Dalfsen Nézőszám: 350 Játékvezetők: Cabrejas, Sanchez (spanyolok) |
| 2012. november 17. 17:30 | Nøstvold 10         | (17 – 15)   | Knippenborg, Logtenberg, Nijboer, Schoenaker 4 | Dalfsen Nézőszám: 350 Játékvezetők: Cabrejas, Sanchez (spanyolok) |
| 2012. november 17. 17:30 | 4× 3×               | Jegyzőkönyv | 2× 3×                                          | Dalfsen Nézőszám: 350 Játékvezetők: Cabrejas, Sanchez (spanyolok) |

| 2012. november 18. 15:30 | SERCODAK Dalfsen | 15 – 24     | Byåsen IL Trondheim | Almelo Nézőszám: 700 Játékvezetők: Cabrejas, Sanchez (spanyolok) |
| 2012. november 18. 15:30 | Nijboer 4        | (8 – 9)     | Nøstvold, Tomac 5   | Almelo Nézőszám: 700 Játékvezetők: Cabrejas, Sanchez (spanyolok) |
| 2012. november 18. 15:30 | 3× 3×            | Jegyzőkönyv | 3× 3×               | Almelo Nézőszám: 700 Játékvezetők: Cabrejas, Sanchez (spanyolok) |

| 2012. november 10. 18:00 | HC Žito Prilep     | 21 – 35     | Issy Paris Hand | Prilep Nézőszám: 1600 Játékvezetők: Crnojević, Radić (horvátok) |
| 2012. november 10. 18:00 | Mrkić, Shalevska 5 | (12 – 16)   | Mordal 7        | Prilep Nézőszám: 1600 Játékvezetők: Crnojević, Radić (horvátok) |
| 2012. november 10. 18:00 | 1× 3×              | Jegyzőkönyv | 3× 3×           | Prilep Nézőszám: 1600 Játékvezetők: Crnojević, Radić (horvátok) |

| 2012. november 17. 20:15 | Issy Paris Hand    | 31 – 17     | HC Žito Prilep | Issy-les-Moulineaux Nézőszám: 700 Játékvezetők: Zendali, Riello (olaszok) |
| 2012. november 17. 20:15 | Moretto, Signaté 4 | (16 – 9)    | Shalevska 6    | Issy-les-Moulineaux Nézőszám: 700 Játékvezetők: Zendali, Riello (olaszok) |
| 2012. november 17. 20:15 | 2× 3×              | Jegyzőkönyv | 2× 3×          | Issy-les-Moulineaux Nézőszám: 700 Játékvezetők: Zendali, Riello (olaszok) |

| 2012. november 11. 17:00 | Toulon Saint Cyr Var Handball | 31 – 28     | HC Leipzig | Toulon Nézőszám: 1200 Játékvezetők: Lah, Sok (szlovénok) |
| 2012. november 11. 17:00 | Mwasesa 9                     | (15 – 14)   | Kudłacz 7  | Toulon Nézőszám: 1200 Játékvezetők: Lah, Sok (szlovénok) |
| 2012. november 11. 17:00 | 2× 3×                         | Jegyzőkönyv | 3× 3×      | Toulon Nézőszám: 1200 Játékvezetők: Lah, Sok (szlovénok) |

| 2012. november 18. 14:30 | HC Leipzig | 29 – 18     | Toulon Saint Cyr Var Handball | Lipcse Nézőszám: 3341 Játékvezetők: Kiyashko, Kiselev (oroszok) |
| 2012. november 18. 14:30 | Visser 7   | (16 – 9)    | Mwasesa 7                     | Lipcse Nézőszám: 3341 Játékvezetők: Kiyashko, Kiselev (oroszok) |
| 2012. november 18. 14:30 | 4× 3×      | Jegyzőkönyv | 3× 2×                         | Lipcse Nézőszám: 3341 Játékvezetők: Kiyashko, Kiselev (oroszok) |

## Legjobb 16

### Eredmények
| 1. csapat             | Össz.      | 2. csapat               | 1. mérk. | 2. mérk. |
| --------------------- | ---------- | ----------------------- | -------- | -------- |
| HC Podravka Vegeta    | 42–44      | Váci NKSE               | 23–15    | 19–29    |
| Byåsen IL Trondheim   | 46–49      | HC Leipzig              | 23–26    | 23–23    |
| WHC Metalurg          | 35–61      | Thüringer HC            | 11–29    | 24–32    |
| Hypo NÖ               | 58–52      | TSV Bayer 04 Leverkusen | 31–27    | 27–25    |
| Stabæk Håndball       | 44–49      | Issy Paris Hand         | 19–23    | 25–26    |
| Vistal Laczpol Gdynia | 49–49(ig.) | Balonmano Bera Bera     | 32–20    | 17–29    |
| Rosztov-Don           | 60–56      | Team Esbjerg            | 29–28    | 31–28    |
| Dinamo Volgograd      | 61–51      | RK Zaječar              | 31–23    | 30–28    |

| 2013. február 2. 14:15 | HC Podravka Vegeta | 23 – 15     | Váci NKSE | Kapronca Nézőszám: 2300 Játékvezetők: Kaveshnikov, Plotnikov (oroszok) |
| 2013. február 2. 14:15 | Kiridžić 5         | (13 – 6)    | Tápai 4   | Kapronca Nézőszám: 2300 Játékvezetők: Kaveshnikov, Plotnikov (oroszok) |
| 2013. február 2. 14:15 | 7× 2×              | Jegyzőkönyv | 5× 3×     | Kapronca Nézőszám: 2300 Játékvezetők: Kaveshnikov, Plotnikov (oroszok) |

| 2013. február 9. 16:00 | Váci NKSE   | 29 – 19     | HC Podravka Vegeta | Vác Nézőszám: 600 Játékvezetők: Bernet, Wick (svájciak) |
| 2013. február 9. 16:00 | Klivinyi 13 | (14 – 9)    | Pušić Koroljević 8 | Vác Nézőszám: 600 Játékvezetők: Bernet, Wick (svájciak) |
| 2013. február 9. 16:00 | 2× 3×       | Jegyzőkönyv | 3× 3× 1×           | Vác Nézőszám: 600 Játékvezetők: Bernet, Wick (svájciak) |

| 2013. február 1. 19:30 | Byåsen IL Trondheim | 23 – 26     | HC Leipzig | Dessau Nézőszám: 1786 Játékvezetők: Tzaferopoulos, Bethmann (görögök) |
| 2013. február 1. 19:30 | Nøstvold 6          | (10 – 11)   | Hubinger 6 | Dessau Nézőszám: 1786 Játékvezetők: Tzaferopoulos, Bethmann (görögök) |
| 2013. február 1. 19:30 | 4× 3×               | Jegyzőkönyv | 3× 3×      | Dessau Nézőszám: 1786 Játékvezetők: Tzaferopoulos, Bethmann (görögök) |

| 2013. február 3. 15:00 | HC Leipzig         | 23 – 23     | Byåsen IL Trondheim | Lipcse Nézőszám: 3491 Játékvezetők: Tzaferopoulos, Bethmann (görögök) |
| 2013. február 3. 15:00 | Augsburg, Visser 5 | (13 – 11)   | Alstad 8            | Lipcse Nézőszám: 3491 Játékvezetők: Tzaferopoulos, Bethmann (görögök) |
| 2013. február 3. 15:00 | 3× 3×              | Jegyzőkönyv | 2× 2×               | Lipcse Nézőszám: 3491 Játékvezetők: Tzaferopoulos, Bethmann (görögök) |

| 2013. február 2. 18:00 | WHC Metalurg | 11 – 29     | Thüringer HC | Bad Langensalza Nézőszám: 900 Játékvezetők: Mandak, Rudinsky (szlovákok) |
| 2013. február 2. 18:00 | Bajramoska 6 | (6 – 17)    | Jakubišova 5 | Bad Langensalza Nézőszám: 900 Játékvezetők: Mandak, Rudinsky (szlovákok) |
| 2013. február 2. 18:00 | 1× 3×        | Jegyzőkönyv | 2× 2×        | Bad Langensalza Nézőszám: 900 Játékvezetők: Mandak, Rudinsky (szlovákok) |

| 2013. február 3. 15:00 | Thüringer HC | 32 – 24     | WHC Metalurg  | Nordhausen Nézőszám: 1650 Játékvezetők: Mandak, Rudinsky (szlovákok) |
| 2013. február 3. 15:00 | Nadgornaja 7 | (15 – 10)   | Bajramoska 13 | Nordhausen Nézőszám: 1650 Játékvezetők: Mandak, Rudinsky (szlovákok) |
| 2013. február 3. 15:00 | 2× 2×        | Jegyzőkönyv | 5× 2× 1×      | Nordhausen Nézőszám: 1650 Játékvezetők: Mandak, Rudinsky (szlovákok) |

| 2013. február 2. 17:00 | Hypo NÖ          | 31 – 27     | TSV Bayer 04 Leverkusen | Maria Enzersdorf Nézőszám: 400 Játékvezetők: Florescu, Duta (románok) |
| 2013. február 2. 17:00 | Do Nascimento 10 | (15 – 14)   | Steinbach 9             | Maria Enzersdorf Nézőszám: 400 Játékvezetők: Florescu, Duta (románok) |
| 2013. február 2. 17:00 | 1× 3×            | Jegyzőkönyv | 3× 2×                   | Maria Enzersdorf Nézőszám: 400 Játékvezetők: Florescu, Duta (románok) |

| 2013. február 3. 15:00 | TSV Bayer 04 Leverkusen | 25 – 27     | Hypo NÖ         | Maria Enzersdorf Nézőszám: 350 Játékvezetők: Florescu, Duta (románok) |
| 2013. február 3. 15:00 | Steinbach 7             | (11 – 13)   | Do Nascimento 7 | Maria Enzersdorf Nézőszám: 350 Játékvezetők: Florescu, Duta (románok) |
| 2013. február 3. 15:00 | 1× 3×                   | Jegyzőkönyv | 2× 3×           | Maria Enzersdorf Nézőszám: 350 Játékvezetők: Florescu, Duta (románok) |

| 2013. február 3. 18:00 | Stabæk Håndball        | 19 – 23     | Issy Paris Hand   | Bekkestua Nézőszám: 411 Játékvezetők: Martins, Accoto Martins (portugálok) |
| 2013. február 3. 18:00 | Bjoersen, Noersteboe 4 | (10 – 13)   | Goudjo, Signaté 7 | Bekkestua Nézőszám: 411 Játékvezetők: Martins, Accoto Martins (portugálok) |
| 2013. február 3. 18:00 | 3× 3×                  | Jegyzőkönyv | 2× 3×             | Bekkestua Nézőszám: 411 Játékvezetők: Martins, Accoto Martins (portugálok) |

| 2013. február 10. 16:00 | Issy Paris Hand | 26 – 25     | Stabæk Håndball | Issy-les-Moulineaux Nézőszám: 1200 Játékvezetők: Brehmer, Skowronek (lengyelek) |
| 2013. február 10. 16:00 | Gardoni 6       | (13 – 13)   | Oftedal 9       | Issy-les-Moulineaux Nézőszám: 1200 Játékvezetők: Brehmer, Skowronek (lengyelek) |
| 2013. február 10. 16:00 | 1× 3×           | Jegyzőkönyv | 3× 3×           | Issy-les-Moulineaux Nézőszám: 1200 Játékvezetők: Brehmer, Skowronek (lengyelek) |

| 2013. február 3. 17:00 | Vistal Laczpol Gdynia | 32 – 20     | Balonmano Bera Bera         | Gdynia Nézőszám: 800 Játékvezetők: Kleven, Ramberg (norvégok) |
| 2013. február 3. 17:00 | Krnić 6               | (14 – 10)   | Pinedo Saenz, Rubio Ponce 4 | Gdynia Nézőszám: 800 Játékvezetők: Kleven, Ramberg (norvégok) |
| 2013. február 3. 17:00 | 2× 2×                 | Jegyzőkönyv | 5× 3×                       | Gdynia Nézőszám: 800 Játékvezetők: Kleven, Ramberg (norvégok) |

| 2013. február 10. 12:30 | Balonmano Bera Bera | 29 – 17     | Vistal Laczpol Gdynia | Donostia-San Sebastián Nézőszám: 750 Játékvezetők: Freitas, Carvalho (portugálok) |
| 2013. február 10. 12:30 | Pinedo Saenz 10     | (14 – 7)    | Mateescu 8            | Donostia-San Sebastián Nézőszám: 750 Játékvezetők: Freitas, Carvalho (portugálok) |
| 2013. február 10. 12:30 | 2× 3×               | Jegyzőkönyv | 3× 3×                 | Donostia-San Sebastián Nézőszám: 750 Játékvezetők: Freitas, Carvalho (portugálok) |

| 2013. február 2. 17:00 | Rosztov-Don | 29 – 28     | Team Esbjerg | Rosztov-na-Donu Nézőszám: 2000 Játékvezetők: Pech, Vagvölgyi (magyarok) |
| 2013. február 2. 17:00 | Simkutye 9  | (13 – 14)   | Grigel 9     | Rosztov-na-Donu Nézőszám: 2000 Játékvezetők: Pech, Vagvölgyi (magyarok) |
| 2013. február 2. 17:00 | 1× 3×       | Jegyzőkönyv | 5× 3×        | Rosztov-na-Donu Nézőszám: 2000 Játékvezetők: Pech, Vagvölgyi (magyarok) |

| 2013. február 3. 17:00 | Team Esbjerg | 28 – 31     | Rosztov-Don | Rosztov-na-Donu Nézőszám: 2000 Játékvezetők: Pech, Vagvölgyi (magyarok) |
| 2013. február 3. 17:00 | Grigel 11    | (10 – 19)   | Simkutye 13 | Rosztov-na-Donu Nézőszám: 2000 Játékvezetők: Pech, Vagvölgyi (magyarok) |
| 2013. február 3. 17:00 | 3× 3×        | Jegyzőkönyv | 6× 3×       | Rosztov-na-Donu Nézőszám: 2000 Játékvezetők: Pech, Vagvölgyi (magyarok) |

| 2013. február 3. 14:00 | Dinamo Volgograd | 31 – 23     | RK Zaječar | Volgográd Nézőszám: 1100 Játékvezetők: Mitrevski, Todorovski (macedónok) |
| 2013. február 3. 14:00 | Borshchenko 8    | (18 – 11)   | Žebić 10   | Volgográd Nézőszám: 1100 Játékvezetők: Mitrevski, Todorovski (macedónok) |
| 2013. február 3. 14:00 | 2× 3×            | Jegyzőkönyv | 5× 3×      | Volgográd Nézőszám: 1100 Játékvezetők: Mitrevski, Todorovski (macedónok) |

| 2013. február 9. 19:00 | RK Zaječar | 28 – 30     | Dinamo Volgograd | Zaječar Nézőszám: 2100 Játékvezetők: Covalciuc, Covalciuc (moldvaiak) |
| 2013. február 9. 19:00 | Žebić 8    | (16 – 15)   | Kochetova 6      | Zaječar Nézőszám: 2100 Játékvezetők: Covalciuc, Covalciuc (moldvaiak) |
| 2013. február 9. 19:00 | 2× 2×      | Jegyzőkönyv | 7× 3×            | Zaječar Nézőszám: 2100 Játékvezetők: Covalciuc, Covalciuc (moldvaiak) |

## Negyeddöntők

### Eredmények
| 1. csapat           | Össz. | 2. csapat       | 1. mérk. | 2. mérk. |
| ------------------- | ----- | --------------- | -------- | -------- |
| Balonmano Bera Bera | 41–71 | Thüringer HC    | 15–33    | 26–38    |
| Váci NKSE           | 47–50 | Issy Paris Hand | 24–23    | 23–27    |
| Rosztov-Don         | 44–42 | HC Leipzig      | 22–18    | 22–34    |
| Dinamo Volgograd    | 53–56 | Hypo NÖ         | 22–31    | 31–25    |

| 2013. március 9. 17:30 | Balonmano Bera Bera | 15 – 33     | Thüringer HC | Donostia-San Sebastián Nézőszám: 850 Játékvezetők: Christiansen, Gjeding (dánok) |
| 2013. március 9. 17:30 | Pinedo Saenz 4      | (7 – 9)     | Jakubisova 7 | Donostia-San Sebastián Nézőszám: 850 Játékvezetők: Christiansen, Gjeding (dánok) |
| 2013. március 9. 17:30 | 5× 3×               | Jegyzőkönyv | 4× 3×        | Donostia-San Sebastián Nézőszám: 850 Játékvezetők: Christiansen, Gjeding (dánok) |

| 2013. március 17. 15:00 | Thüringer HC             | 38 – 26     | Balonmano Bera Bera | Nordhausen Nézőszám: 1368 Játékvezetők: Pavel, State (románok) |
| 2013. március 17. 15:00 | Augustesen, Minevskaja 8 | (18 – 14)   | Elorza Eguiara 8    | Nordhausen Nézőszám: 1368 Játékvezetők: Pavel, State (románok) |
| 2013. március 17. 15:00 | 1× 3×                    | Jegyzőkönyv | 3× 2×               | Nordhausen Nézőszám: 1368 Játékvezetők: Pavel, State (románok) |

| 2013. március 9. 16:00 | Váci NKSE | 24 – 23     | Issy Paris Hand | Vác Nézőszám: 800 Játékvezetők: Muro San Jose, Murcia (spanyolok) |
| 2013. március 9. 16:00 | Tápai 7   | (9 – 11)    | Goudjo 6        | Vác Nézőszám: 800 Játékvezetők: Muro San Jose, Murcia (spanyolok) |
| 2013. március 9. 16:00 | 2× 3×     | Jegyzőkönyv | 4× 3×           | Vác Nézőszám: 800 Játékvezetők: Muro San Jose, Murcia (spanyolok) |

| 2013. március 15. 19:30 | Issy Paris Hand | 27 – 23     | Váci NKSE   | Párizs Nézőszám: 900 Játékvezetők: Arntsen, Röen (norvégok) |
| 2013. március 15. 19:30 | Gardoni 7       | (14 – 12)   | Klivinyi 11 | Párizs Nézőszám: 900 Játékvezetők: Arntsen, Röen (norvégok) |
| 2013. március 15. 19:30 | 1× 2×           | Jegyzőkönyv | 2× 3×       | Párizs Nézőszám: 900 Játékvezetők: Arntsen, Röen (norvégok) |

| 2013. március 10. 17:00 | Rosztov-Don | 22 – 18     | HC Leipzig | Rosztov-na-Donu Nézőszám: 2500 Játékvezetők: Antić, Jakovljević (szerbek) |
| 2013. március 10. 17:00 | Simkutye 16 | (12 – 10)   | Kudłacz 10 | Rosztov-na-Donu Nézőszám: 2500 Játékvezetők: Antić, Jakovljević (szerbek) |
| 2013. március 10. 17:00 | 1× 3×       | Jegyzőkönyv | 3×         | Rosztov-na-Donu Nézőszám: 2500 Játékvezetők: Antić, Jakovljević (szerbek) |

| 2013. március 16. 15:00 | HC Leipzig | 24 – 22     | Rosztov-Don | Lipcse Nézőszám: 4363 Játékvezetők: Gutowska, Gutowska (lengyelek) |
| 2013. március 16. 15:00 | Kudłacz 9  | (10 – 12)   | Simkutye 5  | Lipcse Nézőszám: 4363 Játékvezetők: Gutowska, Gutowska (lengyelek) |
| 2013. március 16. 15:00 | 2× 3×      | Jegyzőkönyv | 5× 3× 1×    | Lipcse Nézőszám: 4363 Játékvezetők: Gutowska, Gutowska (lengyelek) |

| 2013. március 10. 14:00 | Dinamo Volgograd                | 22 – 31     | Hypo NÖ          | Volgográd Nézőszám: 1300 Játékvezetők: Mäkinen, Jonsson (svédek) |
| 2013. március 10. 14:00 | Borshchenko, Iatsenko, Milova 4 | (11 – 17)   | Do Nascimento 11 | Volgográd Nézőszám: 1300 Játékvezetők: Mäkinen, Jonsson (svédek) |
| 2013. március 10. 14:00 | 6× 3× 1×                        | Jegyzőkönyv | 3× 3×            | Volgográd Nézőszám: 1300 Játékvezetők: Mäkinen, Jonsson (svédek) |

| 2013. március 16. 15:00 | Hypo NÖ                   | 25 – 31     | Dinamo Volgograd | Maria Enzersdorf Nézőszám: 400 Játékvezetők: Hansen, Pettersen (norvégok) |
| 2013. március 16. 15:00 | Aćimović, Do Nascimento 8 | (13 – 14)   | Kochetova 10     | Maria Enzersdorf Nézőszám: 400 Játékvezetők: Hansen, Pettersen (norvégok) |
| 2013. március 16. 15:00 | 4× 3×                     | Jegyzőkönyv | 6× 3×            | Maria Enzersdorf Nézőszám: 400 Játékvezetők: Hansen, Pettersen (norvégok) |

## Elődöntők

### Eredmények
| 1. csapat       | Össz. | 2. csapat   | 1. mérk. | 2. mérk. |
| --------------- | ----- | ----------- | -------- | -------- |
| Thüringer HC    | 54–56 | Hypo NÖ     | 32–32    | 22–24    |
| Issy Paris Hand | 43–41 | Rosztov-Don | 23–22    | 20–19    |

| 2013. április 7. 15:30 | Thüringer HC | 32 – 32     | Hypo NÖ                 | Nordhausen Nézőszám: 1950 Játékvezetők: Santos, Fonseca (portugálok) |
| 2013. április 7. 15:30 | Nadgornaja 7 | (15 – 19)   | Cavaleiro Fachinello 10 | Nordhausen Nézőszám: 1950 Játékvezetők: Santos, Fonseca (portugálok) |
| 2013. április 7. 15:30 | 4× 3×        | Jegyzőkönyv | 6× 2× 1×                | Nordhausen Nézőszám: 1950 Játékvezetők: Santos, Fonseca (portugálok) |

| 2013. április 13. 18:00 | Hypo NÖ                                    | 24 – 22     | Thüringer HC | Maria Enzersdorf Nézőszám: 800 Játékvezetők: Gousko, Repkin (fehéroroszok) |
| 2013. április 13. 18:00 | Aćimović, Do Nascimento, Franca da Silva 5 | (11 – 10)   | Wohlbold 6   | Maria Enzersdorf Nézőszám: 800 Játékvezetők: Gousko, Repkin (fehéroroszok) |
| 2013. április 13. 18:00 | 4× 2×                                      | Jegyzőkönyv | 4× 3×        | Maria Enzersdorf Nézőszám: 800 Játékvezetők: Gousko, Repkin (fehéroroszok) |

| 2013. április 5. 19:30 | Issy Paris Hand | 23 – 22     | Rosztov-Don     | Issy-les-Moulineaux Nézőszám: 1400 Játékvezetők: Hakansson, Nilsson (svédek) |
| 2013. április 5. 19:30 | Gardoni 7       | (15 – 11)   | Bobrovnyikova 8 | Issy-les-Moulineaux Nézőszám: 1400 Játékvezetők: Hakansson, Nilsson (svédek) |
| 2013. április 5. 19:30 | 1× 3×           | Jegyzőkönyv | 4× 3×           | Issy-les-Moulineaux Nézőszám: 1400 Játékvezetők: Hakansson, Nilsson (svédek) |

| 2013. április 13. 17:00 | Rosztov-Don | 19 – 20     | Issy Paris Hand | Rosztov-na-Donu Nézőszám: 2300 Játékvezetők: Herczeg, Südi (magyarok) |
| 2013. április 13. 17:00 | Simkutye 7  | (10 – 10)   | Gardoni 5       | Rosztov-na-Donu Nézőszám: 2300 Játékvezetők: Herczeg, Südi (magyarok) |
| 2013. április 13. 17:00 | 3× 3×       | Jegyzőkönyv | 5× 3×           | Rosztov-na-Donu Nézőszám: 2300 Játékvezetők: Herczeg, Südi (magyarok) |

## Döntő

### Eredmények
| 1. csapat       | Össz. | 2. csapat | 1. mérk. | 2. mérk. |
| --------------- | ----- | --------- | -------- | -------- |
| Issy Paris Hand | 43–61 | Hypo NÖ   | 22–30    | 21–31    |

| 2013. május 5. 16:00 | Issy Paris Hand | 22 – 30     | Hypo NÖ    | Párizs Nézőszám: 2000 Játékvezetők: Liachovicius, Gecevicius (litvánok) |
| 2013. május 5. 16:00 | Tosković 7      | (11 – 16)   | Aćimović 9 | Párizs Nézőszám: 2000 Játékvezetők: Liachovicius, Gecevicius (litvánok) |
| 2013. május 5. 16:00 | 2× 3×           | Jegyzőkönyv | 3× 2×      | Párizs Nézőszám: 2000 Játékvezetők: Liachovicius, Gecevicius (litvánok) |

| 2013. május 11. 20:25 | Hypo NÖ         | 31 – 21     | Issy Paris Hand | Maria Enzersdorf Nézőszám: 1020 Játékvezetők: Stenrand, Birch (dánok) |
| 2013. május 11. 20:25 | Do Nascimento 7 | (16 – 8)    | Mordal 5        | Maria Enzersdorf Nézőszám: 1020 Játékvezetők: Stenrand, Birch (dánok) |
| 2013. május 11. 20:25 | 3× 3×           | Jegyzőkönyv | 3× 3×           | Maria Enzersdorf Nézőszám: 1020 Játékvezetők: Stenrand, Birch (dánok) |

## Győztes
| A 2012–2013-as női kézilabda kupagyőztesek Európa-kupája győztese |
| ----------------------------------------------------------------- |
| Hypo NÖ 1. cím                                                    |